# الوزير المرشد
الوزير المرشد (بالإنجليزية: Minister Mentor) (الملايوية: Menteri Pembimbing) هو منصب في تم استحداثه في مجلس الوزراء في سنغافورة عام 2004 كجزء من التحول في القيادة السياسية. وكان الشخص الوحيد الذي شغل المنصب بين عامي 2004 و2011 هو لي كوان يو.

## الخلفية
في 12 أغسطس 2004، عندما خلف لي هسين لونج جوه تشوك تونج في منصب رئيس وزراء سنغافورة، أعلن عن منصب الوزير المرشد، كجزء من انتقال القيادة السياسية، عند تسمية حكومته. قبل تعيين لي كوان يو في منصب الوزير المرشد، كان وزير أول بين عامي 1990 و2004 في حكومة غو تشوك تونغ. تم تعيين جوه بعد ذلك وزير أول في حكومة لي هسين لونج عندما تنحى عن منصبه كرئيس للوزراء.
في 14 مايو 2011، وفي أعقاب الانتخابات العامة التي جرت قبل سبعة أيام، أعلن لي كوان يو وغو تشوك تونغ تقاعدهما من مجلس الوزراء، لكنهما استمرا في العمل كأعضاء في البرلمان على المقاعد الخلفية حتى وفاة لي عام 2015 وتقاعد وجوه من السياسة في عام 2020 على التوالي.

## انظر ايضا
- وفاة وجنازته لي كوان يو الرسمية[الإنجليزية]